# Гончаренко Микола Купріянович
Микола Купріянович Гончаренко (*13 листопада 1918, Полонне — †6 листопада 1943) — Герой Радянського Союзу, в роки радянсько-німецької війни командир САУ 1894-го самохідного артилерійського полку, 7-го гвардійського танкового корпусу 3-ї танкової армії 1-го Українського фронту, молодший лейтенант.

## Біографія
Народився 13 листопада 1918 року в селищі Полонне, нині місто Хмельницької області, в сім'ї селянина. Українець. Закінчив 9 класів. Працював у колгоспі.
У Радянській Армії з 1939 року.
Учасник Німецько-радянської війни з червня 1941. У 1943 закінчив Київське артилерійське училище. Командир САУ 1894-го самохідного артилерійського полку, молодший лейтенант Гончаренко 5 листопада 1943 брав участь у визволенні Києва, при цьому знищив 5 танків противника. У ніч на 6 листопада 1943, діючи в засідці, підпалив ще 6 німецьких танків. У ході відбиття чергової контратаки противника, поранений командир, продовжуючи вести вогонь з палаючої машини, загинув. Похований на полі бою. Указом Президії Верховної Ради СРСР від 17 листопада 1943 року молодшому лейтенанту Гончаренку Миколі Купріяновичу присвоєно звання Героя Радянського Союз, посмертно.

## Нагороди
Микола Купріянович був нагороджений:
- медаллю «Золота Зірка»;
- орденом Леніна;
- орденом Вітчизняної війни I ступеня.